# Aşgabat-Stadion
Das Aşgabat-Stadion (turkmenisch Aşgabat Stadiony) ist ein Fußballstadion mit Leichtathletikanlage in der turkmenischen Hauptstadt Aşgabat. Auf den Rängen bietet es 20.000 Plätze. Es wurde nach zwei Jahren Bauzeit 2011, zu den Feierlichkeiten zum 20-jährigen Jubiläum der Unabhängigkeit des Landes von der Sowjetunion, eingeweiht. Trotz seiner rechteckigen Form ohne Kurven hinter den Toren verfügt das Stadion über eine Leichtathletikanlage. Es ist die Heimspielstätte der Fußballvereine FC Aşgabat, Altyn Asyr FK und Ahal FK in der Ýokary Liga.
Das Stadionprojekt wurde auf einer Fläche von 380.000 Quadratmetern im Südwesten von Aşgabat gebaut. Neben dem Stadion sind unter anderem ein Hotel für 2.000 Gäste, fünf Fußballfelder mit unterschiedlichen Belägen, zwei Laufbahnen und vier Tennisplätze auf dem Gelände. Im Stadion sind unter anderem Hallenplätze für Tennis, Volleyball, Basketball, Badminton, Bowling und Boxen.